# 고동선

## 학력
- 1984~1989 서울대학교 신문학 학사
- 1989~1992 서울대학교 대학원 신문학 석사

## 수상
- 2002년 ABU상 시상식 특별상
- 2010년 방송영상그랑프리 창작상 부문 문화부장관상
- 2010년 제46회 백상예술대상 TV부문 연출상

## 연출작
- 2005년 <떨리는 가슴>
- 2007년 <메리 대구 공방전>
- 2009년 <내조의 여왕>
- 2010년 <폭풍의 연인>
- 2011년 <나도 꽃>
- 2014년 <앙큼한 돌싱녀>